# Yonaguni-jima
Pour les articles homonymes, voir Yonaguni.
Yonaguni (与那国島, Yonaguni-jima) est une île du Japon faisant partie des îles Yaeyama, elles-mêmes appartenant à l'archipel Sakishima avec les îles Miyako à l'est et les îles Senkaku plus au nord, et donc aux îles Ryūkyū. Elle appartient administrativement au bourg de Yonaguni dans la préfecture d'Okinawa.

## Géographie

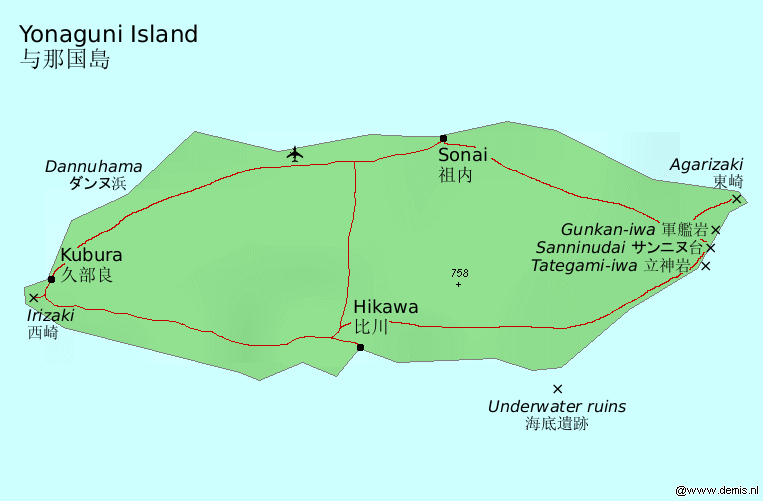
Carte de l'île.

L'île de Yonaguni se situe en mer de Chine orientale, à 108 km (au plus près) des côtes de Taïwan. L'île a une superficie de 28,88 km2 pour une population de 1 723 habitants. La moyenne des températures annuelles est de 23,9 °C.
Kubura, à l'ouest de l'île, est le point le plus à l'ouest du Japon.

### Climat
| Mois                                             | jan.      | fév.      | mars    | avril     | mai       | juin      | jui.      | août      | sep.      | oct.      | nov.      | déc.     | année     |
| ------------------------------------------------ | --------- | --------- | ------- | --------- | --------- | --------- | --------- | --------- | --------- | --------- | --------- | -------- | --------- |
| Température minimale moyenne (°C)                | 16,6      | 17        | 18,3    | 20,9      | 23,4      | 26        | 26,8      | 26,4      | 25,3      | 23,6      | 21,3      | 18,2     | 22        |
| Température moyenne (°C)                         | 18,5      | 19        | 20,5    | 23        | 25,4      | 27,9      | 28,9      | 28,7      | 27,5      | 25,4      | 23,1      | 20,1     | 24        |
| Température maximale moyenne (°C)                | 20,7      | 21,3      | 23      | 25,5      | 28        | 30,3      | 31,7      | 31,4      | 30        | 27,8      | 25,3      | 22,2     | 26,4      |
| Record de froid (°C) date du record              | 7,7 1967  | 8,4 1987  | 9 1987  | 12,1 1972 | 15 1971   | 17,6 1982 | 21,9 1976 | 21,7 1974 | 18,2 1966 | 16,2 1968 | 11,4 1992 | 9,1 1967 | 7,7 1967  |
| Record de chaleur (°C) date du record            | 27,5 1977 | 27,7 2019 | 29 2013 | 30,4 2019 | 33,1 2018 | 34,2 2021 | 35,5 2020 | 34,6 2014 | 34,4 2014 | 33,9 2017 | 30,2 2015 | 28 2018  | 35,5 2020 |
| Ensoleillement (h)                               | 52,8      | 60,3      | 88,1    | 104,7     | 142,3     | 182,3     | 257,9     | 227,4     | 180,9     | 132,2     | 86        | 59       | 1 568,6   |
| Précipitations (mm)                              | 187,2     | 163,6     | 163,7   | 153       | 207,3     | 162,3     | 125,3     | 213       | 285,7     | 238,5     | 222,6     | 200,8    | 2 323     |
| Nombre de jours avec précipitations              | 15,8      | 13,6      | 13,4    | 11,1      | 11,3      | 9,3       | 8,4       | 10,4      | 11,7      | 10,8      | 13,6      | 15,7     | 145,6     |
| dont nombre de jours avec précipitations ≥ 10 mm | 6,1       | 4,6       | 4,3     | 4,3       | 4,8       | 4,3       | 3         | 4,5       | 5,5       | 4,7       | 5,4       | 5,7      | 57,2      |
| Humidité relative (%)                            | 75        | 76        | 77      | 79        | 81        | 83        | 80        | 81        | 79        | 75        | 76        | 74       | 78        |

| Diagramme climatique                                  |             |             |             |             |             |               |             |             |               |               |               |
| J                                                     | F           | M           | A           | M           | J           | J             | A           | S           | O             | N             | D             |
| 20,716,6187,2                                         | 21,317163,6 | 2318,3163,7 | 25,520,9153 | 2823,4207,3 | 30,326162,3 | 31,726,8125,3 | 31,426,4213 | 3025,3285,7 | 27,823,6238,5 | 25,321,3222,6 | 22,218,2200,8 |
| Moyennes : • Temp. maxi et mini °C • Précipitation mm |             |             |             |             |             |               |             |             |               |               |               |

## Histoire
Jusqu’à la dernière glaciation, Yonaguni était rattachée au continent. Au XIIe siècle, l'île fut incorporée au royaume de Ryūkyū. Au XVIIe siècle, elle devenait une possession de la famille Shimazu. L'île fut officiellement rattachée à l'empire du Japon en 1879.
En avril 2014, le gouvernement japonais décide de déployer une centaine de soldats et un radar sur l'île, pour renforcer la surveillance de la région sud-ouest et notamment pister les avions et navires chinois circulant autour des îles Senkaku, revendiquées par la République populaire de Chine dans le cadre du conflit territorial des îles Senkaku.

## Culture
Le yonaguni est la langue parlée sur cette île, contrairement aux autres îles Yaeyama où l'on parle le yaeyama.
Cette île est aussi célèbre pour sa structure pyramidale immergée appelée « structure sous-marine de Yonaguni », ainsi que pour l'espèce de cheval yonaguni.